# Pekčanica
Pekčanica (Servisch cyrillisch Пекчаница) is een plaats in de Servische gemeente Kraljevo. De plaats telt 309 inwoners (2002).